# Herb Mielna
Herb Mielna – jeden z symboli miasta i gminy Mielno, ustanowiony 22 listopada 1996.

## Wygląd i symbolika
Herb przedstawia na tarczy dzielonej z lewa w skos zieloną linią otoczoną żółtym konturem w polu górnym żółte słońce z ośmioma promieniami ponad niebieskimi falami, natomiast w polu dolnym na niebieskim tle trzy białe żaglówki. Podstawa tarczy koloru zielonego, z żółtym konturem. Herb nawiązuje do turystycznych walorów gminy, w tym położenia nad Morzem Bałtyckim i jeziorem Jamno.